# Wygon (Bondyrz)
Wygon – część wsi Bondyrz w Polsce położona w województwie lubelskim, w powiecie zamojskim, w gminie Adamów.
W latach 1975–1998 Wygon administracyjnie należał do województwa zamojskiego.